# باشگاه ملکه
باشگاه ملکه (انگلیسی: Queen's Club) یک باشگاه ورزشی خصوصی در کنزینگتون غربی، لندن، انگلستان است. این باشگاه میزبان مسابقات قهرمانی تنیس مردان در زمین چمن تنیس می‌باشد. ۲۸ زمین در محوطه باز و ۸ زمین سالنی دارد.